# Derolus rufipes
Derolus rufipes es una especie de escarabajo longicornio del género Derolus, tribu Cerambycini, subfamilia Cerambycinae. Fue descrita científicamente por Breuning en 1978.

## Descripción
Mide 13-17 milímetros de longitud.

## Distribución
Se distribuye por Costa de Marfil.